# Irina Covaliu
Irina Covaliu (nacida como Irina Drăghici, 22 de septiembre de 1974) es una deportista rumana que compitió en esgrima, especialista en la modalidad de sable.
Ganó una medalla de plata en el Campeonato Mundial de Esgrima de 2001 y una medalla de plata en el Campeonato Europeo de Esgrima de 2004, ambas en la prueba por equipos.

## Palmarés internacional
| Campeonato Mundial | Campeonato Mundial     | Campeonato Mundial | Campeonato Mundial |
| Año                | Lugar                  | Medalla            | Prueba             |
| ------------------ | ---------------------- | ------------------ | ------------------ |
| 2001               | Nimes (Francia)        | Medalla de plata   | Sable por equipos  |
| Campeonato Europeo |                        |                    |                    |
| Año                | Lugar                  | Medalla            | Prueba             |
| 2004               | Copenhague (Dinamarca) | Medalla de plata   | Sable por equipos  |